# Príslop (Malá Fatra, 1016 m)
Príslop (1016 m n. m.) je sedlo v Malé Fatře na Slovensku. Nachází se v jihozápadní rozsoše Kľačianské Magury mezi Kľačianskou Magurou (1372 m) na severovýchodě a vrcholem Nad Kýčerou (1119 m) na jihozápadě. Na jihovýchodě klesají svahy hory do Mníšie doliny, na severozápadě do boční větve doliny Hoskora. Sedlo je pokryto vzrostlým lesem a neposkytuje žádné výhledy. Sedlem prochází žlutě značená turistická trasa.

## Přístup
- po žluté  značce z obce Lipovec
- po žluté  značce od Chaty pod Kľačianskou Magurou